# Zoran Janjetov
Zoran Janjetov (cyrillique serbe: Зоран Јањетов, né le 23 juin 1961 à Subotica en Yougoslavie) est un dessinateur, notamment de bandes dessinées et peintre.

## Biographie
Zoran Janjetov étudie aux Beaux-Arts de Novi Sad en Serbie.
Il dessine notamment les séries Avant l'Incal et Les Technopères.

## Publications
- Avant l'Incal, scénario de Alejandro Jodorowsky, Les Humanoïdes Associés collection « Eldorado »,

1. Les Deux Orphelins 1988. Réédité sous le titre Adieu le père en 2002.
2. Détective privé de classe “R”, 1990.
3. Croot, 1991.
4. Anarco-psychotiques, 1992.
5. Ouisky, SPV et homéoputes, 1993.
6. Suicide Allée', 1995.

- Les Technopères scénario de Alejandro Jodorowsky & Fred Beltran, Les Humanoïdes Associés

1. La Pré-école techno, 1998.
2. L’École pénitentiaire de Nohope, 1999.
3. Planeta Games, 2000.
4. Halkattraz, l’étoile des bourreaux, 2002.
5. La Secte des Techno-évêques, 2003.
6. Les Secrets du Techno-Vatican, 2004.
7. Le Jeu parfait, 2005.
8. La Galaxie promise, 2006.

- Les armes du Méta-Baron : Tome 1 (2004) scénario de Alejandro Jodorowsky et Travis Charest, Les Humanoïdes Associés

- El Gladiator contre Mango (2010) scénario de Jerry Frissen et dessiné par 38 auteurs, Les Humanoïdes Associés

- L'Ogregod, scénario de Alejandro Jodorowsky, Delcourt

1. Les Naufragés, 2010.
2. Sans futur, 2012.

- Centaurus, scénario de Leo et Rodolphe, Delcourt

1. Terre Promise, mars 2015
2. Terre étrangère, mars 2016
3. Terre de folie mai 2017
4. Terre d'angoisse juin 2018